# روبرت جلينيستر
روبرت جلينيستر (بالإنجليزية: Robert Glenister)‏ هو ممثل بريطاني، ولد في 11 مارس 1960 بواتفورد في المملكة المتحدة.

## وصلات خارجية
- روبرت جلينيستر على موقع IMDb (الإنجليزية)
- روبرت جلينيستر على موقع ألو سيني (الفرنسية)
- روبرت جلينيستر على موقع ميوزك برينز (الإنجليزية)
- روبرت جلينيستر على موقع أول موفي (الإنجليزية)
- روبرت جلينيستر على موقع قاعدة بيانات الأفلام السويدية (السويدية)
- روبرت جلينيستر على موقع قاعدة بيانات الفيلم (الإنجليزية)
- روبرت جلينيستر على موقع كينوبويسك (الروسية)